# Ogataea paradorogensis
Ogataea paradorogensis är en svampart som beskrevs av Nakase, Ninomiya, H. Kawas. & Limtong 2008. Ogataea paradorogensis ingår i släktet Ogataea och familjen Pichiaceae.   Inga underarter finns listade i Catalogue of Life.